# 처칠 (영화)
《처칠》(영어: Churchill)은 2017년 영국의 드라마 영화로, 윈스턴 처칠 영국 수상의 디데디를 앞둔 몇 시간의 이야기를 극화했다. 브라이언 콕스가 윈스턴 처칠 경을 연기하였고 미란다 리처드슨이 그 아내 클레먼틴 처칠, 존 슬래터리가 드와이트 D.아이젠하워 미국 대통령, 제임스 퓨어포이가 조지 6세 왕을 연기하였다.

## 출연진
- 브라이언 콕스 - 윈스턴 처칠
- 미란다 리처드슨 - 클레먼타인 처칠
- 존 슬래터리 - 드와이트 D. 아이젠하워
- 제임스 퓨어포이 - 조지 6세
- 줄리언 워덤 - 버나드 몽고메리
- 대니 웨브 - 앨런 브룩
- 조너선 에어리스 - 트래퍼드 리맬러리
- 조지 앤턴 - 버트럼 램지
- 스티븐 크리 - 제임스 스태그
- 앤절라 코스텔로 - 케이 서머즈비
- 리처드 더든 - 잰 스머츠
- 엘라 퍼넬 - 헬렌 개릿 처칠 비서